# Renvers
Renvers (eng. haunches-out, frz. croupe au mur) ist in der Reitkunst eine Vorwärts-Seitwärts-Bewegung des Pferdes, bei der dieses in Bewegungsrichtung gestellt und gebogen ist. Das Pferd läuft also zu seiner inneren (konkaven) Seite hin. Während die Hinterhand auf dem Hufschlag bleibt, wird die Vorhand in die Bahn gestellt. Renvers ist die Konterlektion zum Travers, bei der die Vorderhand auf dem Hufschlag bleibt, während die Hinterhand in die Bahn gestellt wird. Renvers kann sowohl auf geraden als auch auf gebogenen Linien geritten werden. Von der Bewegung her sind Travers, Renvers und Traversale als eine Lektion anzusehen.
Renvers und Travers fördern den Fleiß und den Schwung, weil das Pferd mit den Hinterbeinen mehr untertreten muss. Es sind zudem sowohl lösende als auch versammelnde Lektionen – alles wichtige Kriterien der Ausbildungsskala. Die Hinterbeine werden dabei gekräftigt, und das Pferd wird vermehrt für die Hilfengebung sensibilisiert.